# すきやばし次郎
座標: 北緯35度40分21.58秒 東経139度45分50.54秒 / 北緯35.6726611度 東経139.7640389度

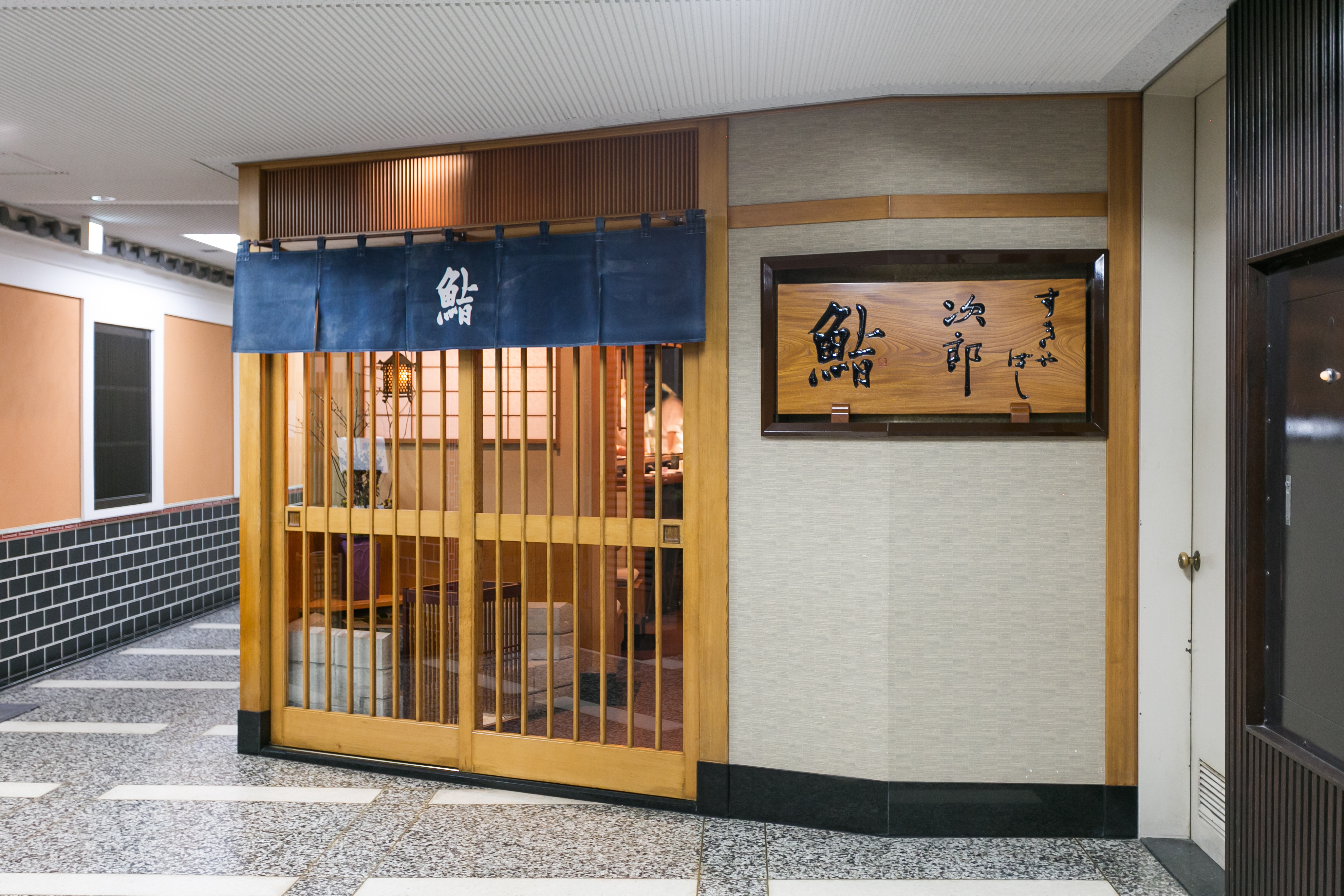
外観

すきやばし次郎（すきやばしじろう）は、小野二郎が東京都中央区銀座で営む寿司店である。
のれん分けが複数店ある。

## 概要
品書きは店主おまかせの握り寿司のみで、日本語と英語を併記する。客席は板前10席、洗面所は入居するビル内共同である。
ウェブサイトに「次郎のこだわり」として「シャリは人肌に限る」「次郎のすし酢」「ネタの温度管理」を挙げる。
訪日客の予約は、連絡無き予約キャンセルを回避するため、宿泊先コンシェルジュを経由に限定して受ける。国内在住客は電話予約を受ける。2007年、寿司店として世界で初めてミシュランガイドの三つ星を獲得したが、2019年（令和元年）11月に「一般人からの予約を受けつけていない」ために星を剥奪される。現在は一般の予約を受け付けている。
のれん分けした「すきやばし次郎 六本木店」を、小野二郎の次男である小野隆士が六本木ヒルズ内で営んでいる。

## 沿革

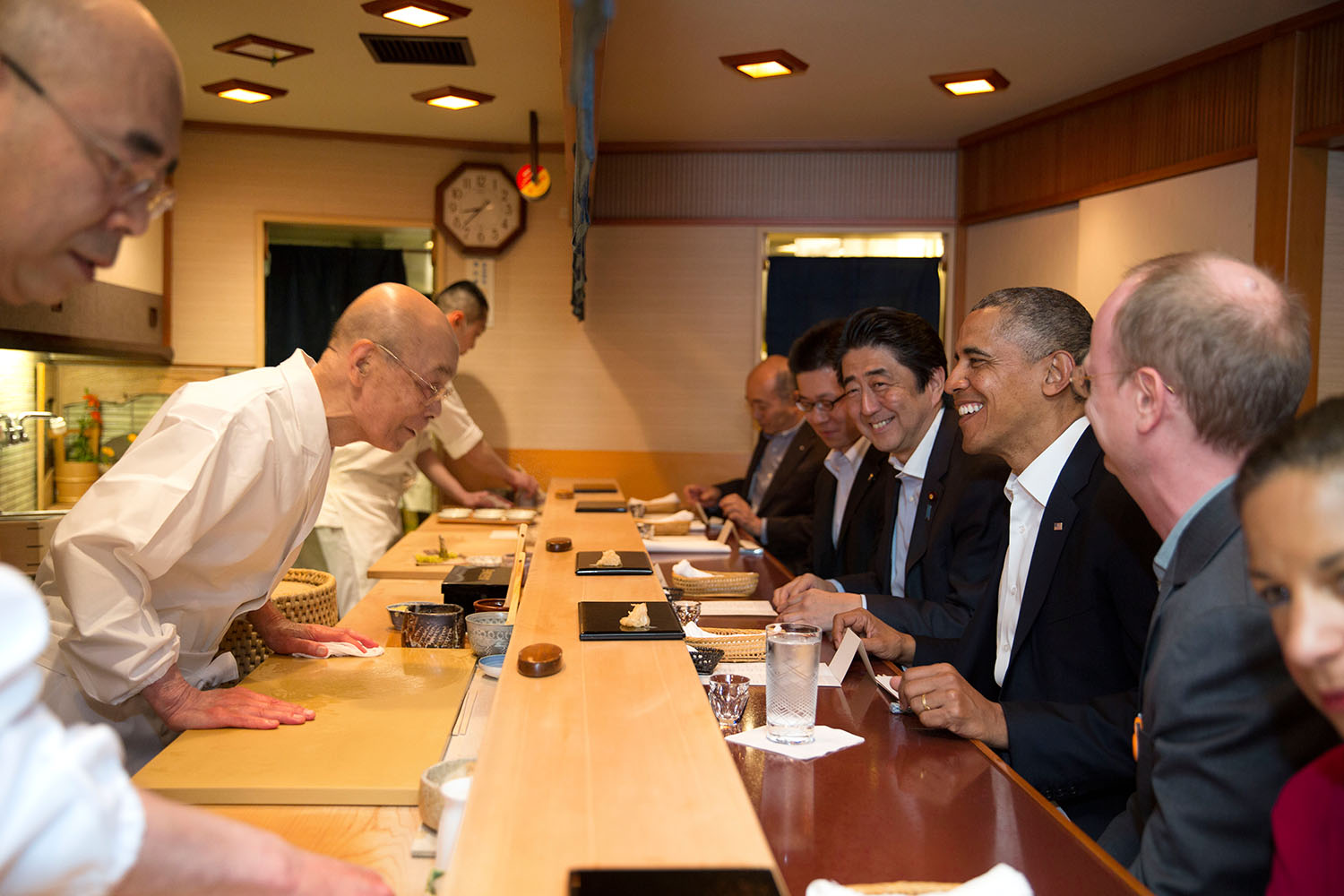
アメリカ大統領(当時)のバラク・オバマは2014年4月23日に日本の首相(当時)の安倍晋三と同店で夕食をとった

1965年（昭和40年）に銀座でビルの地下一階に開店し 、店名の「次郎」は看板で見栄えを考慮して選ぶ。1973年に日本橋高島屋へ出店する。 
1994年（平成6年）にヘラルド・トリビューン・インターナショナル誌が、世界のレストラン第6位に選出する。2008年（平成20年）にミシュランガイド東京で三つ星となる。2011年（平成23年）に映画の題材となり海外で知られる。
2013年（平成25年）6月24日朝に店舗で出火するも1時間後に鎮火してけが人はなかった。寿司職人が鰹を燻した藁を倉庫へ戻したのちに発火した可能性が高い、
2019年（令和元年）11月に一般人が予約できないことで、ミシュランガイドの掲載から除外された。

## 評価
2014年（平成26年）4月に訪日したバラク・オバマ大統領と安倍晋三首相が、店舗の営業終了後に会食する。オバマは「今まで食べた中で最高の寿司だ」と安倍に語った。オバマが寿司を残したとの報道もあったが、店側には官邸やホワイトハウスからコメントするなとの注文があったため沈黙を守った。
ジョエル・ロブションは常連客で「世界で気に入りレストランの一つで、寿司は芸術であると教えられた」と語る。週刊朝日編集長の長友佐波子は「魔法のすし」と称する。

## メディア
デヴィッド・ゲルブ (David Gelb) 監督で2011年（平成23年）公開のアメリカ制作ドキュメンタリー映画『二郎は鮨の夢を見る』で小野二郎とともに題材となる。
- NHK『プロフェッショナル－仕事の流儀』2008年1月8日放送
- 読売新聞 2010年3月10日（夕刊）
- 料理王国2012年8月号
- ミセス　2013年4月号
- 朝日新聞（関西版）2015年6月24日
- 産経新聞　2017年8月30日
- 日経MJ　2018年2月28日
- 読売新聞　2018年4月5日
- 日本経済新聞　2019年4月21日